# JD Souther
John David (JD) Souther (Detroit (Michigan), 2 november 1945 – Sandia Park (New Mexico), 17 september 2024) was een Amerikaanse singer-songwriter die mee heeft geschreven aan songs van Eagles, Linda Ronstadt, James Taylor en veel andere artiesten. Hij heeft ook geacteerd in verschillende films en tv-series en meegeschreven aan de soundtrack van diverse films.

## Biografie

### Longbranch Pennywhistle
John David Souther, die zich vanaf de jaren ’70 JD Souther laat noemen, is geboren in Detroit, Michigan en opgegroeid in Amarillo, Texas. Op highschool vormde hij zijn eerste band John David & the Cylinders. Na zijn schooljaren verhuisde hij naar Los Angeles, waar vooral in de wijk Laurel Canyon veel bekende artiesten woonden, zoals Jim Morrison, The Byrds, Carole King, Joni Mitchell, Jackson Browne, David Crosby, Graham Nash en Stephen Stills. De jonge muzikanten ontmoetten elkaar vaak in de nachtclub de Troubadour, waar ze samen muziek maakten. Souther ontmoette hier ook Jackson Browne en Glenn Frey, waarmee hij een tijdlang een appartement deelde. In 1969 vormden Souther en Frey het folk-duo Longbranch Pennywhistle. Zij brachten een gelijknamig album uit, dat opnieuw is verschenen in 2018.

### Souther-Hillman-Furay Band
Souther sloot een platencontract af met David Geffen, die een nieuw label Asylum Records had opgericht. Toen dit album niet zo'n succes was, stelde Geffen voor om een trio te vormen met Chris Hillman (voorheen the Byrds, Flying Burrito Brothers en Manassas), Richie Furay (ex-Buffalo Springfield en Poco) en John David Souther onder de naam Souther-Hillman-Furay Band. Hun eerste gelijknamige album werd uitgebracht in 1973. Het tweede album “Trouble in paradise” verscheen in 1975, maar snel daarna werd de band opgeheven wegens meningsverschillen tussen de drie muzikanten. John David Souther ging verder als solist. Hij schreef onder meer songs voor Linda Ronstadt en zong ook een aantal duetten met haar.

### Eagles
Inmiddels was Glen Frey samen met Don Henley, Randy Meisner en Bernie Leadon bezig om een nieuwe band te vormen, die ze Eagles noemden. Souther was als co-songwriter betrokken bij de band. De groep nam een aantal songs op die mede geschreven waren door Souther, waaronder Doolin’ Dalton (van het album Desperado), James Dean en Best of my love (van On the Border), New Kid in Town en Victim of love van Hotel California) en Heartache Tonight en The sad café van het album The Long Run). How long stond al op het eerste soloalbum van Souther in 1972 en werd vele jaren later in 2007 door Eagles opgenomen voor hun album Long Road Out of Eden.

### Diverse albums en films
In 1979 verscheen Southers grootste solohit You’re only lonely, die afkomstig was van het gelijknamige album. De song, die doet denken aan Roy Orbison, bereikte een eerste plaats in de Billboard Adult Contemporary radio songs en de 7e plaats in de Billboard Hot 100. In 1981 werd een succesvol duet van JD Souther en James Taylor uitgebracht genaamd Her town too. Dit leidde tot een tournee in de Verenigde Staten en Japan. In 1984 bracht Souther het album “Home by dawn” uit, wat zijn enige soloalbum in de jaren ’80 was. Het zou tot 2008 duren voordat hij weer een soloalbum uitbracht. In de tussenliggende jaren heeft hij samengewerkt met veel verschillende artiesten. Ook heeft hij bijgedragen aan de soundtrack van een aantal films, zoals Always (van Steven Spielberg) en Permanent Record (regie Marisa Silver). Hij heeft ook geacteerd in verschillende films en tv-series. Zo speelde hij onder meer de rol van John Dunaway in de serie Thirtysomething en Ted in Postcards from the Edge.

### Vanaf 2008
In 2008 heeft hij met een aantal jazzmuzikanten het album "If the world was you" opgenomen. In 2010 verscheen "Live at the Belcourt Theater", een livealbum met een mixture van oud en nieuw materiaal. In 2011 verscheen zijn album "Natural History", met grotendeels akoestische versies van songs die al eerder waren uitgebracht zoals New Kid in Town, Best of my love, Sad café en Faithless love. In 2012 verscheen de live-ep "Midnight in Tokyo". In 2013 kreeg hij een plaats in de Songwriters Hall of Fame. Zijn meest recente album "Tenderness" (2015) bestaat uit een ingetogen mengeling van jazz, countryrock en popmuziek.
Souther overleed op 17 september 2024 op 78-jarige leeftijd.

## Discografie

### Longbranch Pennywhistle

#### Albums
- Longbranch Pennywhistle (1969)

#### Singles & ep’s
- Rebecca/Lucky love (1969)
- Jubilee Annie/Don’t talk now (1969)
- Bring back funky women/Star spangled bus (1970)

### The Souther-Hillman-Furay Band

#### Albums
- The Souther–Hillman-Furay Band (1974)
- Trouble in Paradise (1975)

#### Singles & ep’s
- Fallin’ in love (1974)
- Safe at home (1974)
- Mexico (1975)

### JD Souther

#### Albums
- John David Souther (1972)
- Black rose (1976)
- You ‘re only lonely (1979)
- Home by dawn (1984)
- If the world was you (2008)
- Natural history (2011)
- Midnight in Tokyo (2012)
- Tenderness (2015)

#### Singles & ep’s
- How long (1972)
- You ‘re only lonely/Songs of love (1979)
- The last in love (1979)
- John David Souther en Bonnie Raitt: You ‘re only lonely/Once in a lifetime (1979)
- If you don ’t want my love (1979)
- You ‘re only lonely/If you don ’t want my love (1980)
- James Taylor en JD Souther: Her town too/Believe it or not (1981)
- Go ahead and rain (1984)
- JD Souther enNancy Shanks: Step by step (1986)
- On the day nobody likes you (2006)
- Possible weather (2007)

- Bibsys: 7077841
- Biblioteca Nacional de España: XX1127365
- Bibliothèque nationale de France: cb14228978t (data)
- Gemeinsame Normdatei: 134526201
- International Standard Name Identifier: 0000 0000 5518 4653
- Library of Congress Control Number: n94028212
- MusicBrainz: 81e2f4b1-4b48-4bdb-9717-4180e0f1ebc2
- Nationale Bibliotheek van Tsjechië: xx0196232
- Nationale Bibliotheek van Israël: 987007436913505171
- Nederlandse Thesaurus van Auteursnamen: 071295976
- SNAC: w63517cp
- Virtual International Authority File: 6265149368806485980004